# Vacusti de Cártlia
Vacusti (em georgiano: ვახუშტი; romaniz.: Vaḫušti; c. 1696 – 1757) foi um príncipe real georgiano (batonisvili), geógrafo, historiador e cartógrafo georgiano do Reino de Cártlia. Suas principais obras históricas e geográficas, Descrição do Reino da Geórgia e Atlas Geográfico, foram inscritas no Registro da Memória do Mundo da UNESCO em 2013.